# Marie-Paule Pileni
Marie-Paule Pileni (* 7. Januar 1945 in Antananarivo, Madagaskar) ist eine französische Physikochemikerin. Ihr Forschungsgebiet ist die Nanotechnologie. Sie ist emeritierte Professorin an der Sorbonne Université.

## Leben
Marie-Paule Pileni ist die Tochter von Christophe Pileni, Chefadministrator für Überseefrankreich, und Marie-Pasquine Micheletti, Präsidentin des Französischen Roten Kreuzes. Sie studierte an der Universität Pierre und Marie Curie (1967–1969) und an der Universität Paris-Süd (1970–1972). Dort erwarb sie einen Doktortitel in physikalischer Chemie (1969) und das doctorat d’État (1977).
1969 wurde sie Dozentin. 1983 wurde sie Professorin zweiter Klasse, 1990 Professorin erster Klasse und 1997 außerordentliche Professorin. Von 1996 bis 2000 leitete sie das Labor Structure et réactivité des interfaces (SRI), eine gemeinsame Einheit der Universität Pierre und Marie Curie und des Centre national de la recherche scientifique (CNRS). Im Jahr 2000 gründete sie das Laboratoire des matériaux mesoscopiques et nanométriques (LM2N) (Labor für mesoskopische und nanometrische Materialien). Von 2004 bis 2013 war sie Professorin am Georgia Institute of Technology in Atlanta.
Sie wurde 1999 zum Senior-Mitglied des Institut universitaire de France ernannt. Sie war Auditorin am Institut des hautes études de défense nationale (IHEDN) (1987–1988). Von 2012 bis 2014 war sie Mitglied des Conseil scientifique de la défense (wissenschaftlichen Rates für Verteidigung).
Marie-Paule Pileni ist für ihre Forschung sowohl im Bereich der komplexen kolloidalen Systeme als auch der anorganischen Nanomaterialien und ihrer Selbstorganisation anerkannt. Sie kommt auf 24.820 Zitate und hat einen h-Index von 80.

## Preise und Auszeichnungen

### Wissenschaftliche Preise
- 2002: Ehrendoktorwürde der Technischen Hochschule Chalmers[6]
- 2003: Humboldt-Forschungspreis[7]
- 2003: Mitglied der European Academy of Sciences[8]
- 2004: Descartes-Huygens-Preis der Königlich Niederländischen Akademie der Wissenschaften[9]
- 2004: Mitglied der Königlich Schwedischen Akademie der Ingenieurwissenschaften[10]
- 2005: Blaise-Pascal-Medaille der European Academy of Sciences[11]
- 2006: Émilia-Valori-Preis der Académie des sciences[12]
- 2009: Fellow der Royal Society of Chemistry des Vereinigten Königreichs
- 2010: Mitglied der Academia Europaea[13]
- 2011: Catalán-Sabatier-Preis der spanischen Königlichen Gesellschaft für Chimie[14]
- 2012: Mitglied Königliche Wissenschafts- und Literaturgesellschaft in Göteborg[15]
- 2016: Großer Pierre-Süe-Preis der Société Chimique de France[16]
- 2017: Lecture Prize der American Chemical Society und der Société Chimique de France[17]

### Verdienstorden
- 2023:  Großoffizierin der Ehrenlegion[18][19]
- 2013:  Komtur des Ordre national du Mérite[20]